# Герб Майдана-Морозівського
Герб Майдана-Морозівського — офіційний символ села Майдан-Морозівський ‎  Ярмолинецького району Хмельницької області, затверджений 2 липня 2018р. рішенням №12 сесії сільської ради. Авторами герба є П.Б.Войталюк, К.М.Богатов, В.М.Напиткін. 

## Опис
Щит скошений зліва синім і срібним. В першому полі золоте вишите сонце з шістнадцятьма променями, в другому вишита лазурова сніжинка. Щит вписаний у декоративний картуш і увінчаний золотою сільською короною. Унизу картуша написи "МАЙДАН-МОРОЗІВСЬКИЙ" і "1542".

## Символіка
Сніжинка стилізовано означає назву села (герб є промовистим); сонце і сніжинка виконані в вишивковому стилі морозних візерунків на склі. 1542 - рік першої писемної згадки про село